# 伊格尔·阿舒尔贝利
伊格尔·阿舒尔贝利（1963年9月9日—），亦称伊戈尔·阿瑟贝利，俄罗斯科学家，商人，慈善家，政治家，工程学、计算机科学博士，俄罗斯复兴党领导人，阿斯伽迪亚太空王国领导人，1963年9月9日生于阿塞拜疆首都巴库。曾因使用新一代微技术通信系统以及用于移动防空系统和关键设施的控件方面的成就而获得了俄罗斯国家科学技术奖。2016年，他被联合国教科文组织授予金奖。

## 个人简介
伊格尔·阿舒尔贝利，1963年9月9日出生于阿塞拜疆首都巴库，是阿塞拜疆贵族Ashurbeyov的后裔。
- 1985年，他毕业于阿塞拜疆国家石油学院；
- 1988年，在当时苏联的新经济政策下，他创建了一家小型软件公司Socium，担任该公司的首任总经理；
- 1990年，他搬到了莫斯科，1994年后，他在SPA Almaz担任副总经理和董事会主席，并于2000年至2011年间担任其首席执行官。[2]2011年，阿舒尔贝利从SPA Almaz辞职。后担任民营企业KB-1董事会主席、科学主管。
- 2004年后，阿舒尔贝利担任非营利非政府太空威胁防御专家协会(ESSTD)的董事会主席。2015年，ESSTD获得联合国经社理事会特别咨商地位。
- 2009年，他因在开发和使用新一代微技术通信系统以及用于移动防空系统和关键设施的控件方面的成就而获得了俄罗斯联邦政府科学技术奖。2016年2月5日，在法国巴黎联合国教科文组织总部举行的仪式上，阿舒尔贝利被授予联合国教科文组织纳米科学和纳米技术发展贡献奖。
- 2013年，他在奥地利维也纳成立了国际航空航天研究中心。2014年，该中心开始出版国际太空杂志《ROOM》，他担任主编。2018年7月，航天国际研究中心更名为阿斯加迪亚独立研究中心。
- 2016年10月12日，他在法国巴黎的新闻发布会上宣布，“新的太空国家阿斯伽迪亚诞生了。”这个项目的正式名称是“阿斯伽迪亚太空王国”。这个项目的最终目标是建立一个新的国家，一个太空王国，允许进入外太空不受现有国家的控制。2018年6月25日，伊格尔·阿舒尔贝利在奥地利维也纳霍夫堡宫宣誓就阿斯伽迪亚国家元首。来自世界各地的外交官、研究人员、工程师和法学专家参加了仪式。[3]
- 2017年11月12日，携带“阿斯伽迪亚1号”进入太空的“天鹅座”宇宙飞船发射了“阿斯伽迪亚1号”和其他两颗卫星。阿斯伽迪亚太空王国声称，它现在是“第一个在太空拥有全部领土的国家”。但法律界人士怀疑阿斯伽迪亚1号能否被视为主权领土。[4]
- 2020年，阿舒尔贝利声称，借助可重复利用的火箭技术，未来十年中，人们前往太空探索的价格会下降。而负担得起的太空飞行技术将在2020年彻底改变太空旅游业。[5]

## 外部連結
- 官方网站（俄文）